# 馬良詮
馬良詮（浦添親方良憲，？—1566年）童名思太郎金，號桂南，是琉球國第二尚氏王朝的三司官。他是中城掟親雲上良當之子。馬姓小祿家的元祖。
馬良詮的祖父與灣大親是奄美大島的酋長，因與同僚不睦，被同僚誣稱將要謀反，因此尚清王於1537年興兵討伐與灣大親。與灣大親自縊而死，尚清王擄其子糠中城而歸。後來糠中城因「力勤甚務」，尚清王十分贊賞，陞糠中城為黃冠，賜宅與家室，生馬良詮。
馬良詮長大後成為御中門的看門人（閽人）。嘉靖年間，因與王世子尚元的關係良好，被尚清王任命為東宮的養父，領浦添間切總地頭。尚元王即位後，馬良詮以養父身份而受到尊重。1559年，馬良詮隨正議大夫蔡廷會赴明朝進貢，同年歸國，因毛龍唫辭去三司官一職，馬良詮被任命為三司官。1562年（嘉靖四十一年），馬良詮與另外兩名三司官澤子、毛廉，奉尚元王之命，於奉神門前創立石欄。
嘉靖四十五年（1566年）丙寅十月二十三日，馬良詮病逝。因他是尚元王養父，特賜葬於見上森陵，尚元王親自出席了他的葬禮。
其子馬世榮、其孫馬良弼都曾出任琉球國三司官。馬良詮的後代輩出三司官21人，時人將他們與向氏、翁氏、毛氏池城家和毛氏豐見城家四家併稱為「五大姓」、「五大名門」。

## 家族
- 祖父：與灣大親
- 父：中城掟親雲上良當
- 母不詳

- 妻不詳
- 長子：馬世榮（名護親方良員，馬姓小祿家二世） 
  - 長孫：馬良輔（伊計親方良眞）
  - 次孫：馬良弼（名護親方良豐）
- 長女：眞牛金（嫁毛氏安里親方清賢）
- 二女：眞加戸樽（嫁翁壽祥（國頭親方盛順））
- 三女：眞鶴金（嫁豐氏幸地親方元昌）
- 次子：意栢宗圓